# Ian Young
Ian Curtis Young (Brooklyn, 27 settembre 1981) è un ex cestista statunitense naturalizzato trinidadiano.

## Carriera
Con Trinidad e Tobago ha disputato i Campionati centramericani del 2010.